# ハイマン・リップマン
ハイマン・Ｌ・リップマン（Hymen L. Lipman、1817年3月20日 - 1893年11月4日）は、1858年3月30日に消しゴムを取り付けた鉛筆の最初の特許を登録したとされている人物(アメリカ合衆国特許第 19,783号)。
1817年3月20日にイギリス人の両親の元、ジャマイカのキングストンで生まれた。1829年頃に両親とともに米国に移住し、ペンシルベニア州フィラデルフィアに行き、残りの人生をそこで過ごした。
1840年、当時フィラデルフィアを代表する文房具商であったSamuel M. Stewartの後を継いだ。3年後には米国で最初の封筒会社を始めた。
1848年、フィラデルフィア薬科大学(en:Philadelphia College of Pharmacy)の創設者の1人であるPeter Lehmanの娘であるMary A. Lehmanと結婚し、1人の息子と2人の娘をもうけた。
1862年、自身の鉛筆と消しゴムの特許を10万ドルでJoseph Reckendorferに売却し、彼は鉛筆メーカーのFaberを侵害で訴えた。1875年、合衆国最高裁判所はその発明が実際には2つの既知のものの組み合わせであり新たな用途がないため、特許が無効であると宣言し、Reckendorferを否決する判決を下した。
2012年4月3日のYouTubeの投稿(Mr. Hymen Lipman - The Father of Modern Content Editing - This Day in SEO History - Vol 4 by Fathom)における誤った写真はその後多くの人に使用されている。この頻繁に使用される写真はハイマン・リップマンではなく、1842年3月30日に外科麻酔にエーテルを最初に使用したとされるクロウフォード・ロングである。インターネット上においてリップマンとして時々使用される別の写真は若いエドガー・アラン・ポーを芸術家により演出したものである。